# Kiyani Zeggen
Kiyani Zeggen, né le 15 octobre 2006 aux Pays-Bas, est un footballeur néerlandais qui évolue au poste de gardien de but à l'AZ Alkmaar.

## Biographie

### En club
Né aux Pays-Bas, Kiyani Zeggen est formé par l'AZ Alkmaar. Il fait ses débuts en professionnel avec le Jong AZ, l'équipe réserve du club, jouant son premier match le 12 janvier 2024 contre le SC Telstar. Il est titularisé et les deux équipes se neutralisent (1-1 score final),. Le 20 février 2024, il signe un nouveau contrat professionnel avec le club, valable jusqu'en juin 2026.
Zeggen s'illustre durant l'édition 2024-2025 de l'UEFA Youth League. Titulaire dans les buts de son équipe, il participe au parcours des jeunes de l'AZ en étant le héros de la séance de tirs au but face au Benfica Lisbonne lors du tour intermédiaire, en arrêtant deux tirs, permettant d'accéder au tour suivant. Il se montre de nouveau à son avantage avec des arrêts décisifs en huitièmes de finale contre le Real Madrid avec plusieurs arrêts et un penalty arrêté (victoire 0-2 de l'AZ). Le parcours des jeunes de l'AZ s'achève finalement en demi-finale contre le FC Barcelone (défaite 0-1).

### En sélection
Il est sélectionné avec l'équipe des Pays-Bas des moins de 19 ans pour participer au championnat d'Europe en 2025. Les Pays-Bas se qualifient ensuite pour la finale du tournoi en battant la Roumanie par trois buts à un,.

## Palmarès
Pays-Bas -19 ans